# 이종성 (1924년)
이종성(李鍾聲, 1924년 5월 22일 ~ 1995년 12월 17일)은 대한민국의 행정가, 정치인, 기업가이다. 충남방적의 창업주이다. 서울대학교 법과대학을 졸업한 후 내각수반 비서실장을 끝으로 16년의 공직생활을 청산한 이종성은 조선맥주와 국안방적의 전무이사로 있다 1970년 충남방적을 창업 면방업계의 거인으로 성장했다. 충남방적의 성공에 힘입어 80년대 회사를 그룹체제로 발전시켰고 당시 충남방적은 30대 그룹군, 재계 순위 18위까지 오르며 90년대 대규모기업집단[대기업]으로 지정되었다.

## 생애
1924년 5월 22일 충청남도 예산군 출생으로, 본관(本貫)은 전의(全義), 호는 청운(靑雲)이다. 네 번의 도지사를 지낸 이기세의 외아들로 태어났다. 어머니와 조모 모두 세도가 안동(安東)김씨 가문의 후손으로 문청산리(靑山里) 전투의 독립투사 김좌진 장군도 그의 외가쪽 인물 중 한 사람이다.
이종성 회장은 대전중학교, 경성법학전문학교(현 서울대학교 법과대학)를 졸업했다. 1946년 해주 오씨 오숙근씨와 결혼해 3남 2녀를 두었다.
1955년 법무부 총무과장 및 해무청 수산국 총무과장, 1960년 내무부(현 행정자치부) 총무과장, 1962년 내각수반 경제담당비서관 등을 역임했다.

### 기업인
창업자 청운 이종성 회장은 '능력에는 한계가 있으나 노력에는 한계가 없다'는 신념으로 대한민국 최고의 면방기업을 만들었던 입지전적인 인물이다. 다른 기업인에 비해 비교적 늦은 나이인 47살에 창업했지만 면방업의 특성 및 면방경기의 사이클을 꿰뚫어보는 안목, 특유의 뚝심과 남다른 노력으로 충남방적은 80년대 30대 그룹군, 재계 (당기순익) 순위 18위까지 오르며 계열사 중 1개사 매출액만도 3천억원을 넘어설 정도로 빠르게 성장했다. 국내굴지의 면방사이자 30대기업인 11개 충방그룹사의 총수였지만 1970년 창업, 1980년 충남방적그룹 회장에 취임해 1995년까지 그룹을 이끌며 근검절약 생활을 강조했던 기업인이었다. 과도한 문어발식확장을 꾀하지 않고 주력사업인 충남방적을 견실하게 키우겠다는 일념으로 시설규모, 매출액, 수출 등 모든분야에서 국내 면방업계 1위 대한민국 대표 면방기업으로 성장시켰다.
공직에서 물러난 후 고모부 민덕기씨가 경영하던 1965년 조선맥주주식회사 전무이사, 1967년 천안 국안방적 전무이사 등을 지냈다. 이 후 1970년 독자적으로 국안방적을 인수해 충남방적 주식회사를 설립하고 사장으로 취임했다. 첫 해 면사 6만9천달러 수출에 성공하고 이듬해에는 49만달러 수출도 이루어냈다. 곧바로 증설에 나서 5만9천76추의 증설공사를 마쳤다. 1972년 천안상공회의소 회장을 지내고, 1973년 수덕운수주식회사를 설립했다.
이종성 회장의 독특한 불황극복작전은 성장일변도로 치닫는 계기를 맞게된다. 1973년과 1974년 면방불황이 극에 달했을 당시 13만추를 증설했고 1976년에는 27만3천추 규모의 중견회사의 기틀을 마련했다. 1976년 대성모방주식회사와 한흥증권을 인수해 사업을 확장하고, 충남방적 예산공장을 준공했으며, 홍콩에 충남방적 현지법인도 설립했다. 1977년 한일건설진흥주식회사를 설립하고 한국이연공업주식회사를 인수했으며, 1978년 창업 8년만에 1억불 수출탑을 수상했다. 이는 국내 기업체들 중 수출 랭킹 17위로 기록됐는데 당시 섬유, 그것도 면제품 단일 품목으로 1억불 수출을 이룩한 것은 재계에서도 놀라운 일이었다.
1979년 충남방적은 확보했던 27만평의 대지에 대전공장을 준공하고, 대전염색가공공장을 설립해 충남방적은 면정방시설 52만추, 직기 4천4백대를 보유한 국내 최대의 섬유류 제조업체로 자리매김한다. 그 해 2억불 수출탑을 수상했다. 1980년 수출업무의 효율화를 위해 이를 전담할 무역회사로서 별도법인체인 (주)충방을 설립한다. 충남방적 이회장은 일찌감치 글로벌시장에도 진출한다. 1980년 로스앤젤레스 사무소에 이어 미국 중동부지역의 시장확대와 수출입업무를 뉴욕에 사무소를 개설하며 일본, 홍콩, 싱가포르, 방글라데시, 호주, 이탈리아, 서독 등 총 9개의 해외 지사망을 갖게된다. 1982년 미국에 충남방적 현지법인을 설립하고 1987년 3억불 수출탑을 수상했다. 1988년 일본 오사카[大阪]에 충남방적 현지법인을 설립하고, 일본 이연과 합작해 대한이연주식회사를 설립했으며, 1989년 온양에 그랜드파크호텔을 세웠다. 당시 국내최대의 면방업체로 보수적이라는 평가를 받아온 충남방적이 면방업 계열화와 함께 자동차부품 레저분야 등 그룹차원의 신규사업진출 및 사업다각화를 시도해 관심을 끌었다. 1992년에는 베트남과 합작해 호치민에 충남베트남섬유주식회사, 동나이[同奈]에 충남베탕섬유주식회사를 설립했다. 인도와 합작해 현지에 인도카운트 충남섬유주식회사를 설립했다. 면방업종의 한계성으로 성장동력이 다소 둔화되고 있었으나 1992년 4월 1일 대규모 기업집단으로 지정되며 이종성회장 생전에 충남방적은 국내 최대 면방기업의 자리를 굳건히 지켰다. 1996년에는 충방엔지니어링(주)와 충방텍스타일(주)을 설립했다.

### 정계 진출
이종성은 정계에도 진출했다. 1981년 한국국민당 창당에 참여해 전당대회 의장에 선출되었고, 제11대 국회의원 선거 충청남도 홍성·예산·청양 지역구에서 당시 야당 출신으로 최고의 득표로 당선되어 한일의원연맹 부회장, 한국국민당 부총재직과 내무분과위원을 지냈다.

### 교육 사업
평소 배움의 기회는 누구에게나 항상 주어져야 한다는 것을 지론으로 삼았던 이종성은 고향 후학인재양성에도 힘썼다. 사업을 시작하면서부터 근로자들의 '배움의 길'에 대해서 유별날 정도로 많은 신경을 써온것으로 알려졌던 이종성회장은 1973년 국내 최초 공장부설 학교인 천안 청운여고를 설립, 전액 무상으로 생산직 근로자들에게 배움의 길을 열어주었고 이 후 예산 예덕실업고등학교, 대전 충일여중고, 오산 수영여고 등 이종성 회장이 설립한 공장부설학교에서 7천여명의 생산직 근로자들이 배우며 일하였다. 또한 충남 서북부 지역에 예산농전이 유일했던 시절 충남 홍성에 혜전대학을 설립해 전국에서 가장 낮은 수업료를 내고도 고향 후학들이 고등교육을 받을 수 있도록 했으며 1977년 2월 설립된 청운장학회에서 매년 2백80여명에게 3천여만원의 장학금을 지급했다. 이종성은 재단이사장으로 취임했으나 회사에서는 육영사업에 관여하지 않고 학장의 재량에 의해 자율적으로 운영될 수 있도록 했다.
1982년부터는 6년간 자신의 모교인 서울대학교 총동창회 부회장을 지내고 1984년 제 19대 서울대학교 법과대학 총동창회 회장, 서울대학교 법과대학 낙산장학회 이사장을 지냈다. 1994년에는 충남 홍성에 충남산업대학 (현 청운대학교)을 설립해 육영사업을 추진하던 중, 1995년 12월 17일 사망했다.

## 상훈
산업계에 기여한 공로로 정부로부터 1973년 석탑산업훈장, 1974년 동탑산업훈장, 1975년 은탑산업훈장, 1977년 금탑산업훈장 등을 받았다.

## 가족 관계
부친은 네 번의 도지사를 지낸 이기세이다.
사위는 청와대 정무수석, 제16,17,18, 20대 4선 국회의원, 새누리당 원내대표를 지낸 정진석이다.

## 역대 선거 결과
|  | 41.27% |

|  | 23.82% |